# بوفچه-شبگرد
بوفچه-شبگرد (به انگلیسی: Owlet-nightjar) پرندگان کوچکی هستند که به شبگردها و دهان‌قورباغه‌ها مربوط می‌شوند. بیشتر آنها بومی گینه نو هستند، اما برخی از گونه‌ها به استرالیا، ملوک‌ها و کالدونیای جدید گسترش یافته‌اند. گونه‌ای بی‌پرواز از نیوزلند منقرض شده‌است. یک خانواده تک‌نماد Aegothelidae با سردهٔ Aegotheles وجود دارد.